# Еліс Болам Престон

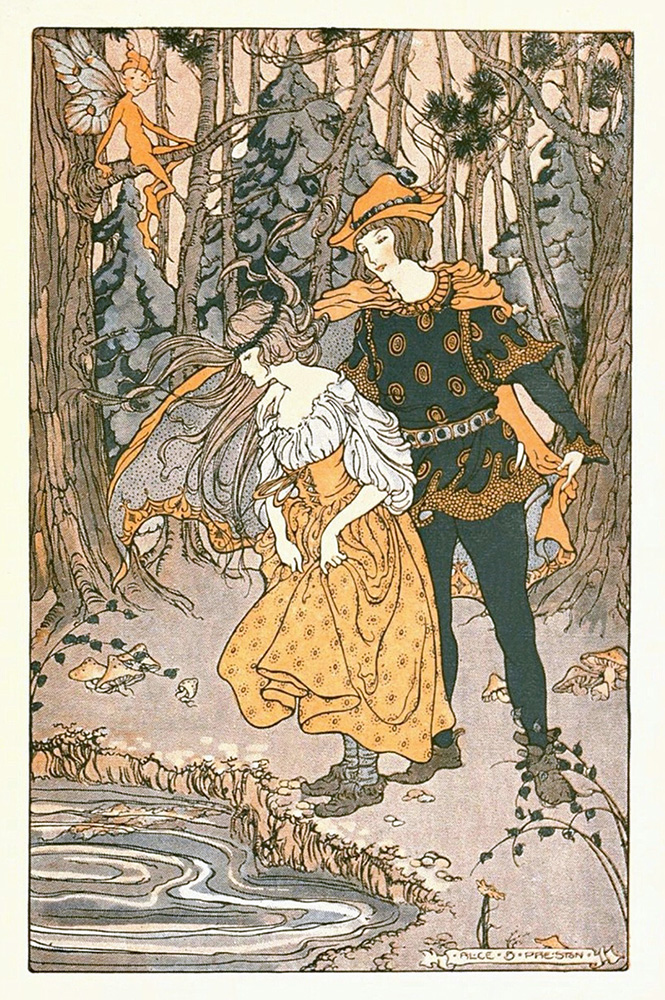
Фронтиспис Еліс Болам Престон для книги «Фея зеленого лісу» Лоретти Еллен Брейді (1920)

Еліс Болам Престон (англ. Alice Bolam Preston, 1888—1958) — американська художниця та ілюстраторка дитячих книжок.

## Біографія
Престон жила у Беверлі Фармс, Массачусетс. Вона найбільш відома тим, що ілюструвала дитячі книжки 1910-х і 1920-х років, насамперед для Хоутона Міффліна. Вона мала особливу прихильність до казкових ілюстрацій. Завдяки чітким лініям і насиченим кольорам її роботи стилістично схожі на роботи Джессі Уіллкокс Сміт або Чарльза Робінсона.
Престон також створювала ілюстрації та обкладинки для таких журналів, як Vogue і House Beautiful .
У 2014—2015 роках Музей книжкового мистецтва Карла в Массачусетсі провів ретроспективну виставку її робіт.

## Книги ілюстровані
- Sniffy, Snappy, and Velvet Pay, Рут О. Дайер (1918)
- Історії з мишачої нори, Рут О. Дайер (1919)
- Сім горошин у стручку, Марджері Бейлі (1920)
- Пригоди в країні Матері Гуси, Едвард Гауер (1920)
- Книга «Фея зеленого лісу», Лоретта Еллен Брейді (1920)
- Peggy in Her Blue Frock, Еліза Орн Вайт (1921)
- Маленька людина з одним черевиком, Марджері Бейлі (1921)
- Humpty Dumpty House, Етель Калверт Філліпс (1924)
- Долина кольорових днів, Хелен Б. Сендвелл (1924)
- Тоні, Еліза Орн Вайт (1924)
- Свисток на щастя, Марджері Бейлі (1940)